# The Index
The Index — це 328-метровий (1,076 футів) 80-поверховий хмарочос у Дубаї, Об'єднані Арабські Емірати. З 80 поверхів перші чотири — це службові поверхи, 5-29 — офіси, 31-77 — для житлового використання, 73-й і 75-й поверхи — дворівневі пентхауси, 77-80 поверхи — трирівневі пентхауси. Хмарочос орієнтований точно уздовж осі Схід-Захід, так що східні і західні бетонні ядра захищають поверхи від суворого, пустельного сонця і кліматичних ефектів області. Бетонні ядра захищають будівлю від проникаючого вранці та ввечері сонця, залишаючи лише південний фасад під впливом полуденного сонця. Фасад південного боку використовує великі сонцезахисні відбивачі для зниження сонячної напруги.
The Index є одним з перших хмарочосів в регіоні, які розумно охоплюють своє кліматичне навколишнє середовище в рамках основних принципів проектування. Екологічна стратегія будівлі значно знижує вимоги для кондиціонування повітря в приміщенні а отже, істотно знижує енергетичні витрати для своїх орендарів. У середині літа внутрішня температура хмарочосу без кондиціонера не перевищить 28 градусів за Цельсієм.
Будівля має автостоянку для 2442 автомобілів. Скай-лоббі (спеціальний поверх), який має подвійну висоту, відокремлює офіси та квартири від місць відпочинку, таких як басейн і тренажерний зал.
У червні 2011 року The Index отримав нагороду Best Tall Building Middle East & Africa від Радою з високих будівель та міського середовища існування.
Станом на грудень 2015 року торговий простір повністю, дві третини офісних поверхів і 1404 паркувальних приміщень належали Emirates Reit, першому в Еміратах Інвестиційному фонду нерухомості.